# Aeroportul Tibooburra
Aeroportul Tibooburra (IATA: TYB, ICAO: YTIB) este un aeroport din Noul Wales de Sud, Australia.
Situat la o altitudine de 175 m, aeroportul dispune de o singură pistă.